# 维耶勒-圣日龙
维耶勒-圣日龙（法語：Vielle-Saint-Girons，法語發音：[vjɛl sɛ̃ ʒiʁɔ̃]）是法国朗德省的一个市镇，位于该省西部，大西洋海滨，属于达克斯区。该市镇于1790-1794年间由维耶勒（Vielle）和圣日龙（Saint-Girons）合并而成。

## 地名
该地名为而非，“Vielle”为地名，并非意为“旧”的法语形容词“vieille”，《世界地名译名词典》将其误译作“旧圣日龙”。

## 地理
维耶勒-圣日龙（43°56'58"N, 1°17'57"W）面积72.03 平方千米，位于法国新阿基坦大区朗德省，该省份为法国西南部沿海省份，是法國本土面积第二大的省，北起吉倫特省，西临大西洋，南至大西洋比利牛斯省，东临热尔省，东北与洛特-加龍省接壤。
与维耶勒-圣日龙接壤的市镇（或旧市镇、城区）包括：莱昂、兰克斯、利特和米克斯、莫列茨和马、圣米歇尔-埃斯卡吕斯。
维耶勒-圣日龙的时区为UTC+01:00、UTC+02:00（夏令时）。

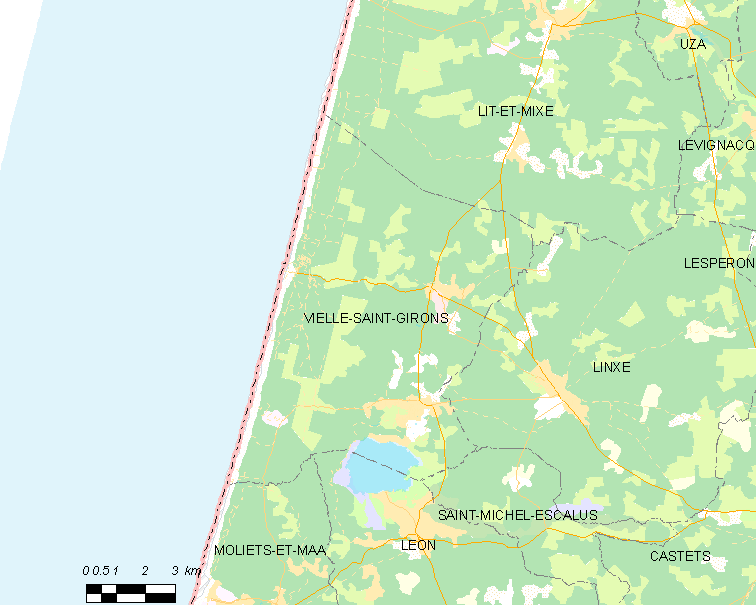
维耶勒-圣日龙的OSM定位图

## 行政
维耶勒-圣日龙的邮政编码为40560，INSEE市镇编码为40326。

## 政治
维耶勒-圣日龙所属的省级选区为银色海岸县。

## 交通
朗德省省道D42线、D328线和D652线经过境内。

## 人口

1962-2008年间维耶勒-圣日龙人口变化图示

维耶勒-圣日龙于2022年1月1日时的人口数量为1451人。